# Landbouwkrediet/Saison 2010
Dieser Artikel listet Erfolge und Mannschaft des Radsportteams Landbouwkrediet in der Saison 2010 auf.

## Saison 2010

### Erfolge in der Continental Tour
| Datum   | Rennen                  | Kat. | Fahrer            |
| ------- | ----------------------- | ---- | ----------------- |
| 4. Juli | Dwars door het Hageland | 1.2  | Frédéric Amorison |

### Erfolge im Cyclocross 2009/2010
| Datum        | Rennen                                                         | Fahrer      |
| ------------ | -------------------------------------------------------------- | ----------- |
| 11. Oktober  | Superprestige – Topsport Vlaanderen Trofee, Ruddervoorde       | Sven Nys    |
| 20. Oktober  | Nacht van Woerden, Woerden                                     | Sven Nys    |
| 25. Oktober  | GvA Trofee – Koppenbergcross, Oudenaarde                       | Sven Nys    |
| 11. November | Niel Jaarmarktcross, Niel                                      | Sven Nys    |
| 29. November | Internationale Nissan Super Prestige Cyclocross Gieten, Gieten | Sven Nys    |
| 18. Dezember | Scheldecross, Antwerpen                                        | Sven Nys    |
| 20. Dezember | UCI-Weltcup, Kalmthout                                         | Sven Nys    |
| 23. Dezember | Noordzeecross, Middelkerke                                     | Sven Nys    |
| 26. Dezember | Grand Prix DAF Grand Garage Engel, Differdange                 | Rob Peeters |
| 29. Dezember | GvA Trofee – Azencross, Wuustwezel                             | Sven Nys    |
| 1. Januar    | Grote Prijs Sven Nys, Baal                                     | Sven Nys    |
| 10. Januar   | Belgische Meisterschaft                                        | Sven Nys    |
| 23. Januar   | Kasteelcross Zonnebeke, Zonnebeke                              | Sven Nys    |
| 6. Februar   | GvA Trofee – Krawatencross, Lille                              | Sven Nys    |
| 7. Februar   | Superprestige Zonhoven, Zonhoven                               | Sven Nys    |

### Zugänge – Abgänge
| Zugänge             | Team 2009               | Abgänge          | Team 2010            |
| ------------------- | ----------------------- | ---------------- | -------------------- |
| Hans Dekkers        | Garmin-Slipstream       | Denis Flahaut    | ISD Continental Team |
| Bart Dockx          | Silence-Lotto           | Rob Peeters      | Telenet-Fidea        |
| Steven Caethoven    | Agritubel               | Filip Meirhaeghe | Unbekannt            |
| Davy Commeyne       | Beveren 2000-Quick Step |                  |                      |
| Baptiste Planckaert | Neoprofi                |                  |                      |
| Tom Van Den Haute   | Neoprofi                |                  |                      |

### Mannschaft
| Name                | Geburtstag          | Nationalität |              |
| ------------------- | ------------------- | ------------ | ------------ |
| Frédéric Amorison   | 16. Februar 1978    | Belgien      |              |
| Koen Barbé          | 20. Januar 1981     | Belgien      |              |
| Dirk Bellemakers    | 19. Januar 1984     | Niederlande  |              |
| Jonathan Bertrand   | 03. März 1988       | Belgien      |              |
| David Boucher       | 17. März 1980       | Frankreich   |              |
| Steven Caethoven    | 9. Mai 1981         | Belgien      |              |
| Davy Commeyne       | 14. Mai 1980        | Belgien      |              |
| Bert De Waele       | 21. Juli 1975       | Belgien      |              |
| Hans Dekkers        | 7. August 1981      | Niederlande  |              |
| Sébastien Delfosse  | 29. November 1982   | Belgien      |              |
| Bart Dockx          | 2. September 1981   | Belgien      |              |
| Mathieu Drouilly    | 31. Januar 1986     | Frankreich   |              |
| Benjamin Gourgue    | 09. März 1986       | Belgien      |              |
| Kevin Neirynck      | 16. November 1982   | Belgien      |              |
| Sven Nys            | 17. Juni 1976       | Belgien      |              |
| Kevin Peeters       | 05. Februar 1987    | Belgien      |              |
| Baptiste Planckaert | 28. September 1988  | Belgien      |              |
| Martial Ricci-Poggi | 25. September 1980  | Frankreich   |              |
| Bert Scheirlinckx   | 01. November 1974   | Belgien      |              |
| Tom Van Den Haute   | 19. März 1987       | Belgien      |              |
| Geert Verheyen      | 10. März 1973       | Belgien      |              |
| Stagiaires          | Stagiaires          | Nationalität | Nationalität |
| Grégory Barteau     | Grégory Barteau     | Belgien      |              |
| Davy De Scheemaeker | Davy De Scheemaeker | Belgien      |              |

## Trikot

2010